# 奇拉巴拉
奇拉巴拉(梵文：Kirapalapa)，印度大乘密宗人士，八十四成就者之一。

## 簡介
奇拉巴拉是爪哈阿城的國王，對廣闊的領土感到不滿足，不斷侵略他國。有一次，他帶領軍隊侵略他國，城內人民多已逃出，僅留女人無法逃離。奇拉巴拉國王聽到女人的哀號，心中生起慈悲，放該國人民歸城，並布施大眾。後經一化緣瑜珈士便教授他四無量心與上樂金剛的灌頂，並指導他生起次第與圓滿次第的禪修。十二年之後證得成就之後，以上師奇拉巴拉之名聞名各地，之後，講述一生經歷，並在七百年中廣行利益眾生之事業，然後在六百位追隨者簇擁之下同往空行淨土。